# Els Venjadors (còmic)
Els Venjadors (en anglès: The Avengers) són un equip de superherois i alhora un còmic estatunidenc publicat per primera vegada el 2 de juliol de 1963. Van ser ideats per Stan Lee a imitació de la Lliga de la Justícia i dibuixats per primera vegada per Jack Kirby. A diferència d'altres grups, com els X-Men o els Quatre Fantàstics, el primer equip dels Venjadors era un grup format per superherois ja existents a l'Univers Marvel. No té una formació fixa sinó que a cada episodi pot entrar o sortir algun superheroi segons la conveniència del guionista o les predileccions del públic.
Els Venjadors han aparegut en una àmplia varietat de suports fora dels còmics, incloses diverses sèries de televisió d'animació i pel·lícules de vídeo amb imatge real. Els Venjadors també tenen un paper central en el Marvel Cinematic Universe (MCU), sent protagonistes de múltiples llargmetratges, començant per la pel·lícula d'imatge real The Avengers de 2012, seguida per les seqüeles Age of Ultron (2015), Infinity War (2018) i Endgame (2019), els dos últims basats en la història de The Infinity Gauntlet. Els Venjadors també van aparèixer a Captain America: Civil War (2016), basada en la història Civil War.
Membres individuals de l'equip també tenen franquícies independents, com Iron Man, Thor, el Capità Amèrica i Ant-Man.

## Història de les publicacions
L'equip va presentar-se com a tal a The Avengers nº 1. Stan Lee i Jack Kirby van crear els membres del nou equip. La sèrie es va publicar de forma bimensual fins al número 6 (data de portada juliol 1964) i de forma mensual fins al número 402 (setembre 1996), quan va acabar el primer volum. En aquesta època va tenir nombroses sèries relacionades i derivades, incloent-hi Annuals, minisèries i Giant-size a la dècada del 1970. Els escriptors d'aquesta sèrie inclouen Roy Thomas, Steve Englehart, Gerry Conway, Jim Shooter, David Michelinie, amb artistes com John Buscema, Tom Palmer, Neal Adams, George Pérez, John Byrne i Steve Epting.
Altres sèries derivades van ser West Coast Avengers, inicialment publicada com minisèrie de quatre números, continuada per una sèrie de 102 (dates de portada octubre 1985–gener 1994), retitulada Avengers West Coast amb el número 47; i la sèrie de 40 números Solo Avengers (dates de portada desembre 1987–gener 1991), retitulada Avengers Spotlight amb el número 21.
L'any 1996, Marvel va rellançar les sèries relacionades amb els Venjadors amb la línea "Heroes Reborn" situada en un "univers de butxaca" reexplicant la continuïtat de Marvel.
The Avengers vol. 3 va transcórrer durant 84 números amb dates de portada de febrer de 1998 fins a agost de 2004. Els primers números van ser escris per Kurt Busiek i dibuixats per George Pérez, substituït més endavant per Alan Davis. Coincidint amb el que hauria estat el número 500 si no s'haguès renumerat, es va recuperar la numeració per The Avengers #500–503 (setembre–desembre 2004), que desenvocava en un one-shot titulat Avengers Finale (data de portada gener 2005) formant l'arc argumental Avengers Disassembled que va repercutir en molts altres títols de l'editorial.
La sèrie va ser substituïda per The New Avengers, seguit per The Mighty Avengers, Avengers: The Initiative i, posteriorment Dark Avengers. Avengers vol. 4 va començar a juliol de 2010 i va arribar a gener de 2013. Vol. 5 va ser llançat a febrer de 2013.
Després de les noves Secret Wars, un nou equip va protagonitzar un preview al Dia del Còmic Gratis amb All-New, All-Different que donava inici al nou títol. Seguint Civil War II, el còmic va ser rellançat el 2016 com Avengers, amb el mateix autor de l'etapa All-New, All-Different, Mark Waid. La sèrie va tenir 11 números abans de recuperar la numeració original sumada amb el número #672. A partir del número #675, les quatre sèries que s'estaven publicant del grup (Avengers, Uncanny Avengers, U.S. Avengers i Occupy Avengers) es van convertir en un únic títol setmanal durant 16 números.
A continuació, la sèrie va ser rellançada novament com Avengers, amb doble numeració.

### Publicació a Catalunya
Encara no s'ha publicat mai cap còmic dels Venjadors en català tot i que a l'estat espanyol han estat publicats per editorials catalanes com Vértice, Bruguera i Planeta o a través d'una sucursal situada a Catalunya, com Panini amb el nom de Los Vengadores. A Catalunya Nord se'ls coneix com a Vengeurs, la seva traducció al francès.
La sèrie es va publicar per primer cop a Catalunya el 1969 per part de Vértice. A França s'hi va publicar l'agost de 1971 al núm. 15 de la sèrie Eclipso d'Arédit-Artima juntament amb altres sèries.
La sèrie West Coast Avengers es va adaptar per part de Comics Forum, el segell de còmics de Planeta, com Los Nuevos Vengadores. La sèrie limitada precedent va ser publicada al nº11 de la Colección Extra Superhéroes, la primera sèrie de Forum dedicada a recopilar sèries limitades. Posteriorment Panini ha començat la reedició de la sèrie amb el nom de Los Vengadores Costa Oeste, dins el seu format de recopilatoris Marvel Gold.
La major part de les posteriors sèries es van traduir de forma literal al castellà, ja pert part de Panini; és el cas de Los Nuevos Vengadores (The New Avengers), Los Poderosos Vengadores (The Mighty Avengers) Los Vengadores: La Iniciativa (Avengers: The Iniciative), Vengadores Oscuros (Dark Avengers), etc. En canvi, la sèrie Occupy Avengers es va adaptar com Vengadores Indignados.

## Formació inicial
La primera formació estava composta per:

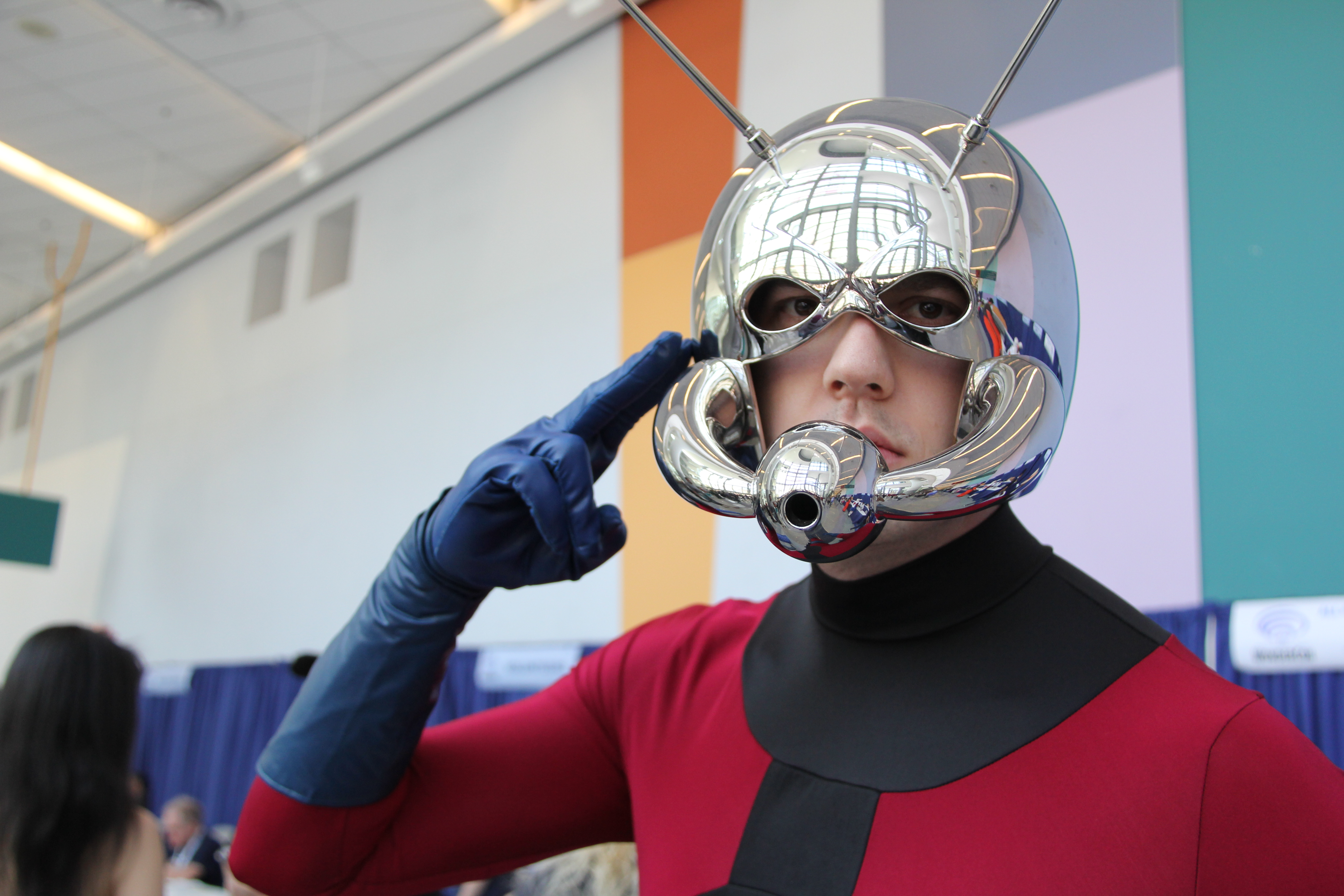
Ant-Man

Ant-Manl'Home Formiga en català, és el nom de diversos personatges el nom de diversos personatges de ficció que apareixen en els còmics book publicats per Marvel Comics. Ant-Man va ser originalment el personatge superheròic Hank Pym (Henry Pym) un brillant científic que va inventar una substància que el permetia canviar la seva mida. Hank Pym va ser creat per Stan Lee, Larry Lieber i Jack Kirby, va aparèixer per primera vegada a Tales to Astonish, número 27, publicat el 28 de setembre de 1961 amb data de portada gener de 1962. La història sembla un remake de la història "Trapped in the Ant Hill" publicada a Mystic número 57 amb data de portada març de 1957, en què el jove i brillant científic ros Perry Moore va tenir una experiència notablement similar a la de Henry Pym. La primera aparició de Pym com Ant-Man va ser a Tales to Astonish número 35 publicat el 5 de juny de 1962, amb data de portada setembre 1962. Abans del nº 2 Pym va deixar la seva identitat d'Ant-Man convertint-se en Giant-Man (l'Home Gegant). Els successors, Scott Lang i Eric O'Grady varen utilitzar la tecnologia de Pym per a assumir el paper d'Ant-Man. Pym va tenir altres identitats superheroiques: Goliat, quan va quedar atrapat a una alçada de 3,5 m., Yellowjacket, sempre relacionada amb crisis mentals i Doctor Pym.

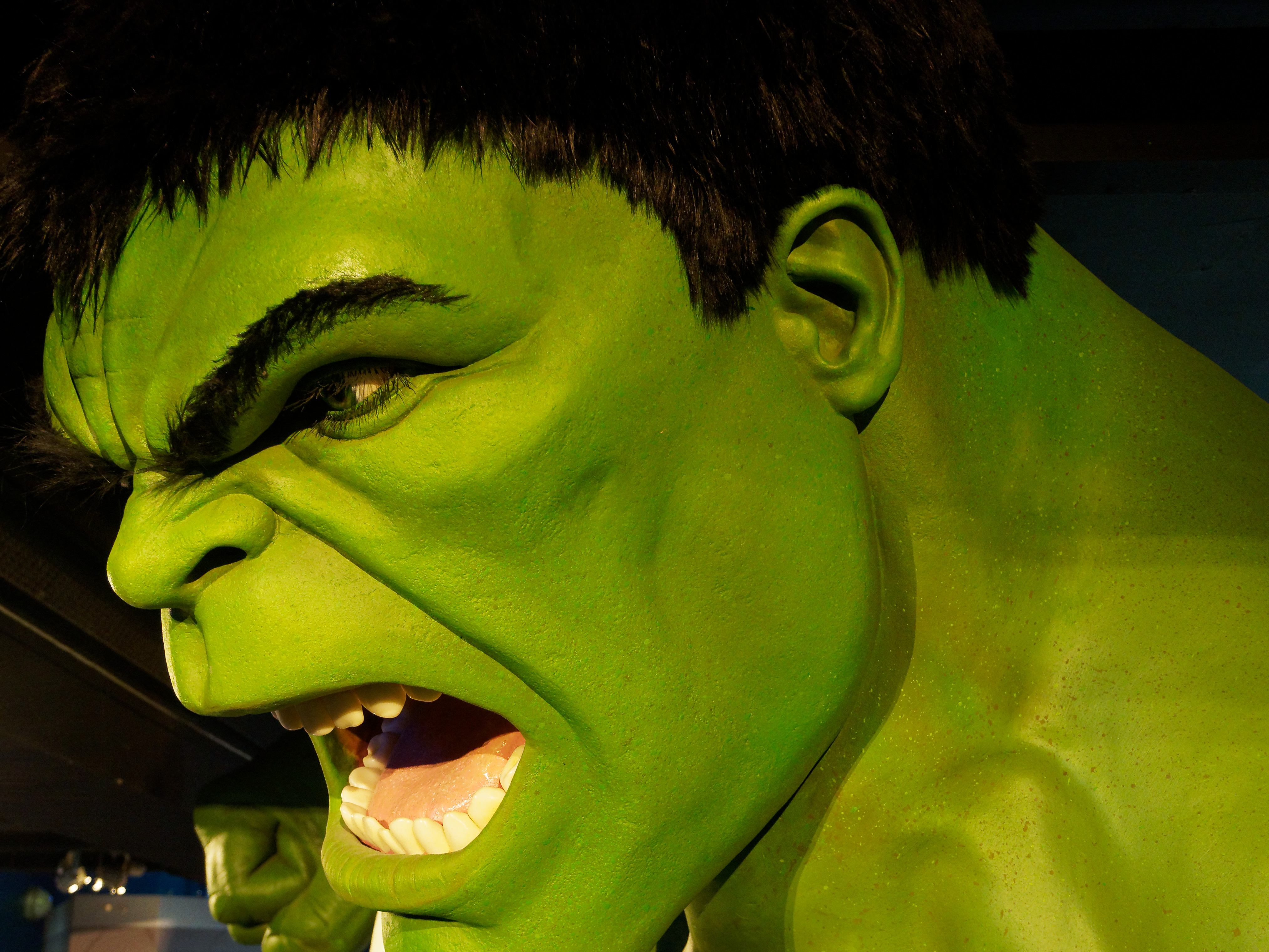
Hulk

L'increïble HulkL'increïble Hulk, també conegut com a Hulk o La Massa, és un personatge de ficció i el protagonista del còmic d'idèntic títol començat a publicar amb data de portada maig de 1962 per l'editorial estatunidenca Marvel Comics. Hulk és un personatge creat per Stan Lee i que és una metàfora gens amagada del pànic nuclear dels anys seixanta del segle XX: Bruce Banner és un científic nuclear que es veu enxampat per una explosió atòmica i es converteix en Hulk, un monstre que, igual que l'energia nuclear, quan perd el control és destructiu i imparable.
ThorThor (de vegades anomenat El Poderós Thor) és un superheroi de l'Univers Marvel, creat l'any 1962 per Stan Lee i Jack Kirby. Va formar part del grup dels Venjadors. Va ser creat per l'editor i escriptor de diàlegs Stan Lee i el dibuixant i guionista Jack Kirby, inspirant-se en el déu nòrdic homònim. Les seves històries solen barrejar temes mitològics i fantàstics amb la ciència-ficció i el gènere de superherois. Es destaquen les històries de Jack Kirby i les de Walt Simonson.
Iron ManL'home de ferro, és un superheroi que apareix en els còmics publicats per Marvel Comics. Aquest personatge de ficció va ser creat pel guionista i editor Stan Lee, desenvolupat pel guionista Larry Lieber i dissenyat pels artistes Don Heck (creador de l'aspecte de Tony Stark) i Jack Kirby (creador de les primeres armadures d'Iron Man). Va fer la seva primera aparició a Tales of Suspense núm. 39 (data de portada març de 1963).

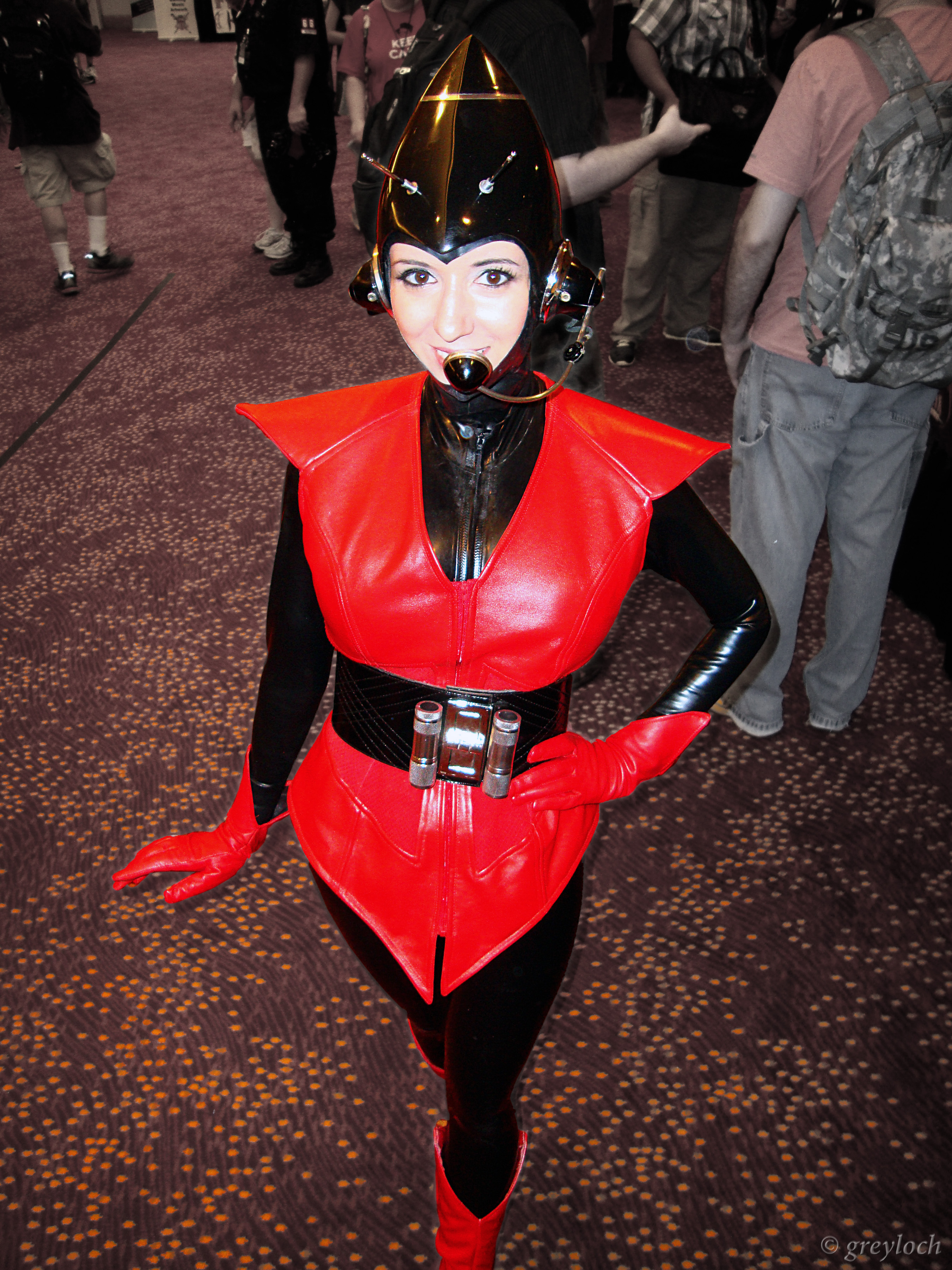
cosplayer de Wasp amb l'uniforme original

Wasp (la Vespa)és la companya d'Ant-Man, apareguda per primer cop a Tales to Asonish nº 44 (data de portada juny de 1963). Va proposar el nom del grup i, després de ser als seus orígens l'única dona del grup també va ser la primera líder femenina a la dècada dels anys vuitanta.
Tots aquests personatges ja tenien col·lecció pròpia o serial en el cas d'Ant Man i Wasp. Un exemple del ball de personatges és que al segon número Hulk deixa el grup i al quart número s'uneix al grup el Capità Amèrica, que està reconegut com a fundador. La formació va tenir certa estabilitat fins al número 16 en què va deixar el grup la resta de fundadors substituïts per tres personatges que havien estat considerats supermalvats per les seves aliances: Hawkeye, Scarlet Witch i Quicksilver.

## Diferents configuracions
Els Venjadors, a diferència de la Patrulla-X, no són una colla d'inadaptats ni de personatges clandestins, sinó que representen el somni americà, ja que estan formats per personatges de diverses cultures, races, condicions que lluiten per la defensa dels Estats Units i són admirats i respectats per tothom, sovint liderats pel Capità Amèrica.
Als anys vuitanta va sortir una sèrie derivada The West Coast Avengers que incloïa personatges que havien quedat despenjats de l'altra sèrie, i que amb l'arribada de John Byrne als llapis i al guió fins i tot va superar en interès a la sèrie mare. Ja al segle xxi han volgut fer un tomb a la sèrie principal, amb el títol The New Avengers en què van desaparèixer la majoria de personatges clàssics per a col·locar al grup personatges més mediàtics com Spider-Man o Wolverine.
Després de l'esdeveniment Civil War, el grup es va dividir en dos: d'una banda, els Might Avengers, liderats per Iron Man, amb membres com Ms. Marvel, Sentry o la Vídua Negra; i, d'altra banda, els Secret Avengers, declarats il·legals, liderats pel Capità Amèrica abans de la seva mort presumida, seguit de Luke Cage. Els membres eren Spider-Man, Wolverine, Doctor Strange…
Mentre Norman Osborn era al poder, va fundar un nou equip: anomenat a les portades dels còmics Dark Avengers, on tots els membres són supermalvats que imiten superherois: Hawkeye (Bullseye), Ms. Marvel (Moonstone), Spider-Man (Venom) o Wolverine (Daken, el seu fill).
Derrocat Osborn, els superherois es van agrupar per un temps en diferents formacions de Venjadors.

## En altres mitjans

### Novel·les
- The Avengers Battle the Earth-Wrecker per Otto Binder va ser publicat com a novel·la en rústica per Bantam Books (F3569) el juny de 1967.
- L0equip també es presenta en la línea Pocket Books de Marvel-basada en novel·les de finals dels anys setanta. La història curta de Jim Shooter "This Evil Undying" (1979) - presentant el robot Ultron com a enemic - apeareix com part d'una antologia titulada The Marvel Superheroes.[33] The story was later adapted for the ongoing title.[34]
- The Man Who Stole Tomorrow (1979), una novel·la de David Michelinie, descriu els Venjadors lluitant contra Kang the Conqueror al segle 40.[35]
- The Berkeley Boulevard imprint va publicar diversos títols dels Venjadors, en cadascun formant equip amb altres equips de superherois: amb els X-Men contra el Leader a la trilogia Gamma Quest (1999–2000) de Greg Cox[36] i amb els Thunderbolts contra el Baron Zemo a The Avengers and the Thunderbolts (1999) de Pierce Askegren.[37]
- Pocket Books va publicar dues històries del grup alternatiu Ultimates: Tomorrow Men (2006) de Michael Jan Friedman[38] i Against All Enemies (2007) d'Alex Irvine.[39]
- Marvel Comics van publicar New Avengers: Break-Out (2013) de Alisa Kwitney com producte derivat de la pel·lícula Avengers. Inspirat també en els còmics de New Avengers, presenta a Capità Amèrica, Iron Man, Spider-Man, Luke Cage, Spider-Woman, Hawkeye i Black Widow.[40]
- Marvel Comics va publicar Avengers: Everybody Wants To Rule The World (2015) de Dan Abnett com producte derivat de Avengers: Age of Ultron. La formació en el llibre inclou Iron Man, Capità Amèrica, Hulk, Thor, Black Widow, Hawkeye, Quicksilver, Scarlet Witch i Vision.[41]
- Els Venjadors apareixen al principi de Thanos: Death Sentence (2017) de Stuart Moore de Marvel, amb una formació formada per Capità Amèrica, Iron Man, Thor, Captain Marvel, Vision i Scarlet Witch.

### Animació
Tres sèries d'animació han estat basades en l'equip.
- The Avengers: United They Stand es va basar principalment en l'etapa de Roy Thomas en el grup, i es va emetre de 1999 a 2000.
- The Avengers: Earth's Mightiest Heroes es basava en les primeres aventures de l'equip, però també feia servir molts elements d'altres etapes. El programa de televisió es va estendre durant dues temporades, del 2010 al 2013, i va començar a presentar la formació original fundada per Iron Man, Thor, Ant-Man, Wasp i Hulk, que deixa el grup després de lluitar contra Amora the Enchantress i Skurge. Més tard, el Capità Amèrica s'uneix a l'equip i el substitueix.
- Avengers Assemble es basa principalment en la iteració MCU del grup i es va estrenar el 26 de maig de 2013. El programa també va canviar el seu títol per Avengers: Ultron Revolution (2016), Avengers: Secret Wars (2017) i Avengers: Black Panther's Quest (2018).

Marvel Animation va fer tres pel·lícules dels Venjadors, Ultimate Avengers, Ultimate Avengers 2 i Next Avengers.

### Marvel Cinematic Universe
Els Venjadors destaquen en la cultura popular actual a causa del Marvel Cinematic Universe de Marvel Studios. Els Venjadors com a organització es van establir a  The Avengers. En aquesta pel·lícula apareixen Iron Man, el Capità Amèrica, Hulk i Thor sent reclutat pel fundador dels Venjadors Nick Fury per lluitar, al costat dels agents de S.H.I.E.L.D. Black Widow i Hawkeye, contra el malvat Loki, que lidera una invasió de Nova York amb un exèrcit de Chitauri. Els Venjadors aconsegueixen posar fi a l'atac i frenar a Loki. Es revela a la pel·lícula del 2019 Captain Marvel -situada el 1990- que va anomenar-la Avengers Initiative inspirat per Carol Danvers quan era pilot de la Força Aèria. L'1 de maig de 2015 es va estrenar una segona pel·lícula dels Venjadors titulada Avengers: Age of Ultron, que presentava als Venjadors obligats a enfrontar-se a l'amenaça d'Ultron després que Tony fos manipulat per accelerar un programa d'intel·ligència artificial i l'entitat resultant es va tornar boja. La pel·lícula va acabar amb Falcon, War Machine, Vision i la Scarlet Witch unint-se a l'equip després que Iron Man, Hawkeye, Thor i Hulk van marxar per explorar qüestions personals (Quicksilver també va aparèixer a la pel·lícula, però va morir en la batalla amb Ultron). L'equip també va aparèixer a la pel·lícula Captain America: Civil War, que va veure al Captain America i Iron Man actuant com a líders de dos equips Venjadors oposats que actuaven en contra i a favor dels Acords de Sokovia. Els acords posarien herois sota control governamental, amb el Capità Amèrica al capdavant de l'equip de Winter Soldier, Falcon, Scarlet Witch, Hawkeye i Ant-Man contra la idea d'estar sota una autoritat externa, mentre Iron Man i el seu equip de War Machine, Black Widow, Vision, Black Panther i Spider-Man lluita per fer que els herois siguin responsables. El 27 d'abril de 2018 es va estrenar una tercera pel·lícula del grup titulada Avengers: Infinity War, on es trobaven els herois de la Guerra Civil, que ara inclouen Thor i Hulk, però Hawkeye i Ant-Man, absents unint forces amb els Guardians of the Galaxy i Doctor Strange per aturar el tità boig Thanos que intenta reclamar les Infinity Stones. Malgrat els seus esforços, Thanos aconsegueix reunir les sis pedres, matant Gamora i la Vision en el procés, fa espategar els seus dits i mata la meïtat de la població mundial incloent Spider-Man, Doctor Strange, Star-Lord, Mantis, Drax, Groot, Black Panther, Falcon, el Soldat d'Hivern i la Scarlet Witch. El 26 d'abril de 2019 es va estrenar una quarta pel·lícula titulada Avengers: Endgame, que s'obre amb la revelació que Thanos havia destruït les pedres en el present. Cinc anys més tard, el retorn de Scott Lang (que havia quedat atrapat al Regne Quàntic) va donar als Venjadors l'oportunitat de desfer la victòria de Thanos mitjançant un complex esquema que implica viatges en el temps; com Thanos havia destruït les pedres, l'equip viatja en el temps i recopila versions anteriors de les pedres i les porta al present per crear un nou guantelet. Després que Black Widow es sacrifiqui per reclamar la Pedra de l'Ànima, una versió passada de Thanos viatja al futur amb l'objectiu d'utilitzar el guant per refer completament l'univers. La batalla final contra Thanos va incloure una llista de Venjadors que incloïa Iron Man, Capità Amèrica, Thor, Hulk, Hawkeye, Scarlet Witch, War Machine, Falcon, Spider-Man, Captain Marvel, Ant-Man, Wasp, Doctor Strange, Rescue, Black Panther, Okoye, Bucky, Nebula i Rocket Raccoon, així com Guardians of the Galaxy. La pel·lícula conclou amb els Venjadors essencialment dissolts com a equip, amb Black Widow i Iron Man morts, Hawkeye i Ant-Man es van retirar per tornar a les seves respectives famílies, Hulk paralitzat per un braç ferit després de fer l'espeteg de dits a la inversa i amb Thor marxant de la Terra amb els Guardians. El Capità Amèrica torna al passat per casar-se amb Peggy Carter i, en el present, es fa vell i passa el seu escut i mantell a Falcon, convertint-lo en el seu successor.